# Пейслі
Пе́йслі (англ. Paisley, шотл. гел. Pàislig) — місто в центрі Шотландії, адміністративний центр області Ренфрюшир.
Населення міста становить 73 190 осіб (2006).

## Уродженці
- Джерард Батлер — шотландський кіноактор та продюсер
- Джон Гаррісон Бернет — біолог
- Томмі Вілсон — колишній шотландський футболіст та тренер.
- Арчі Геммілл (* 1947) — відомий у минулому англійський футболіст, півзахисник, згодом — тренер.
- Джон Росс Кемпбел — політичний діяч, член Комуністичної партії Великої Британії
- Філліс Логан (* 1956) — британська акторка театру і кіно
- Стівен Моффат — сценарист
- Роббі Нільсон (* 1980) — відомий у минулому шотландський футболіст, захисник, згодом — тренер.
- Паоло Нутіні (* 1987) — шотландський співак, автор пісень і музикант.
- Александр Гарднер (1821—1882) — шотландський фотограф, відомий своїми фотографіями Громадянської війни в США, президента США Авраама Лінкольна і страти організаторів вбивства Лінкольна.
- Джеймс Піс (* 1963) — шотланський композитор